# Mistrzostwa Niemiec w Skokach Narciarskich 2019
Mistrzostwa Niemiec w Skokach Narciarskich 2019 – zawody o mistrzostwo Niemiec. Zawody rozegrane zostały w dniach 7 września w Berchtesgaden, gdzie rywalizowano w kategoriach juniorskich oraz 18–19 października w Klingenthal. Pierwszego dnia odbyły się konkursy indywidualne, a następnego zawody drużynowe.
We wrześniu rozegrano konkurs indywidualny juniorek, w którym zwyciężyła Josephin Laue z przewagą ponad punktu nad drugą Arantxą Lancho. Trzecie miejsce ze stratą do miejsca wyżej wynoszącą niespełna dziesięć punktów zajęła Michelle Göbel. Do zawodów przystąpiło dziewięć skoczkiń.
Mistrzem kraju został Karl Geiger z przewagą piętnastu punktów nad drugim miejscem, które zajął Markus Eisenbichler. Brązowy medal wywalczył Richard Freitag straciwszy do miejsca wyżej szesnaście punktów. Na czwartej pozycji sklasyfikowany został srebrny medalista sprzed sezonu – Stephan Leyhe, a na szóstym brązowy Moritz Baer. W zawodach wystartowało dwudziestu sześciu zawodników.
W konkursie indywidualnym juniorów złoto zdobył Philipp Raimund. Na drugiej lokacie sklasyfikowany został Kilian Märkl z gorszą notą od zwycięzcy o ponad szesnaście punktów. Skład podium uzupełnił trzeci Claudio Haas. W tych zawodach udział wzięło dwunastu skoczków.
W konkursie kobiet tytuł obroniła Juliane Seyfarth. O niespełna czterdzieści punktów za triumfatorką uplasowała się Katharina Althaus. Na najniższym stopniu podium stanęła Agnes Reisch. Brązowa medalistka sprzed roku – Gianina Ernst sklasyfikowana została na ósmej pozycji. Do konkursu przystąpiło dziesięć zawodniczek.
Konkurs drużynowy zwyciężyła ekipa reprezentująca Bawarię w składzie: Karl Geiger, Moritz Baer, Constantin Schmid oraz Markus Eisenbichler. Na drugim stopniu podium stanęła drużyna Badenii-Wirtembergii, gdzie najwyższą notę uzyskał skaczący w pierwszej kolejce Claudio Haas. Brązowy medal wywalczyli skoczkowie z Turyngii. W konkursie wystartowało osiem drużyn.

## Wyniki

### Mężczyźni
| Msc. | Zawodnik            | Klub               | I seria | II seria | Punkty |
| ---- | ------------------- | ------------------ | ------- | -------- | ------ |
| 1.   | Karl Geiger         | SC Oberstdorf      | 144,0 m | 137,5 m  | 314,2  |
| 2.   | Markus Eisenbichler | TSV Siegsdorf      | 137,0 m | 129,0 m  | 299,2  |
| 3.   | Richard Freitag     | SG Nickelhütte Aue | 130,0 m | 132,0 m  | 283,2  |
| 4.   | Stephan Leyhe       | SC Willingen       | 132,5 m | 123,5 m  | 268,1  |
| 5.   | Constantin Schmid   | WSV Oberaudorf     | 127,0 m | 131,0 m  | 266,2  |
| 6.   | Moritz Baer         | SF Gmund Dürnbach  | 130,5 m | 127,0 m  | 265,5  |
| 7.   | Philipp Raimund     | SC Oberstdorf      | 122,0 m | 122,5 m  | 258,4  |
| 8.   | Adrian Sell         | SV Meßstetten      | 121,5 m | 127,0 m  | 253,3  |
| 9.   | Justin Lisso        | WSV Schmiedefeld   | 126,0 m | 121,0 m  | 242,5  |
| 10.  | Martin Hamann       | SG Nickelhütte Aue | 126,5 m | 118,0 m  | 242,3  |
| 10.  | Kilian Märkl        | SC Partenkirchen   | 121,0 m | 124,5 m  | 242,3  |
| ...  |                     |                    |         |          |        |

| Miejsce | Drużyna   | Zawodnik              | Skok 1  | Skok 2  | Nota  | Punkty |
| ------- | --------- | --------------------- | ------- | ------- | ----- | ------ |
| 1.      | BSV I     | Karl Geiger           | 138,0 m | 144,5 m | 303,4 | 1144,5 |
| 1.      | BSV I     | Moritz Baer           | 136,0 m | 136,5 m | 271,4 | 1144,5 |
| 1.      | BSV I     | Constantin Schmid     | 140,5 m | 139,5 m | 274,8 | 1144,5 |
| 1.      | BSV I     | Markus Eisenbichler   | 136,5 m | 135,0 m | 294,9 | 1144,5 |
| 2.      | SBW I     | Claudio Haas          | 133,5 m | 133,5 m | 250,9 | 932,1  |
| 2.      | SBW I     | Adrian Sell           | 128,5 m | 121,0 m | 223,0 | 932,1  |
| 2.      | SBW I     | Tim Fuchs             | 130,5 m | 130,0 m | 233,4 | 932,1  |
| 2.      | SBW I     | Luca Roth             | 127,0 m | 111,0 m | 224,8 | 932,1  |
| 3.      | TSV       | Anton Schlütter       | 124,5 m | 127,0 m | 224,9 | 879,8  |
| 3.      | TSV       | Justin Lisso          | 132,5 m | 125,0 m | 231,9 | 879,8  |
| 3.      | TSV       | Paul Justus Grundmann | 115,5 m | 106,0 m | 159,4 | 879,8  |
| 3.      | TSV       | Felix Hoffmann        | 133,0 m | 129,0 m | 263,6 | 879,8  |
| 4.      | BSV II    | Kilian Märkl          | 129,0 m | 130,5 m | 237,2 | 845,0  |
| 4.      | BSV II    | Fabian Seidl          | 126,0 m | 117,5 m | 203,1 | 845,0  |
| 4.      | BSV II    | Tobias König          | 111,5 m | 103,5 m | 154,1 | 845,0  |
| 4.      | BSV II    | Philipp Raimund       | 128,5 m | 129,5 m | 250,6 | 845,0  |
| 5.      | HSV / WSV | Paul Winter           | 125,0 m | 121,5 m | 213,8 | 800,6  |
| 5.      | HSV / WSV | Lennart Weigel        | 112,5 m | 116,0 m | 178,5 | 800,6  |
| 5.      | HSV / WSV | Simon Spiewok         | 105,0 m | 98,0 m  | 120,4 | 800,6  |
| 5.      | HSV / WSV | Stephan Leyhe         | 133,5 m | 136,5 m | 287,9 | 800,6  |
| ...     |           |                       |         |         |       |        |

#### Konkurs juniorów – 18 października 2019 – HS140
| Msc. | Zawodnik         | Klub                      | I seria | II seria | Punkty |
| ---- | ---------------- | ------------------------- | ------- | -------- | ------ |
| 1.   | Philipp Raimund  | SC Oberstdorf             | 122,0 m | 125,5 m  | 216,2  |
| 2.   | Kilian Märkl     | SC Partenkirchen          | 121,0 m | 124,5 m  | 200,1  |
| 3.   | Claudio Haas     | ST Schonach-Rohrhardsberg | 119,0 m | 119,5 m  | 188,8  |
| 4.   | Luca Roth        | SV Meßstetten             | 119,0 m | 113,5 m  | 184,4  |
| 5.   | Quirin Modricker | SC Hinterzarten           | 112,5 m | 113,5 m  | 159,3  |
| 6.   | Lennart Weigel   | SK Meinerzhagen           | 107,0 m | 108,0 m  | 139,6  |
| 7.   | Yanick Idesheim  | SC Hinterzarten           | 110,5 m | 106,0 m  | 138,9  |
| 8.   | Tom Gerisch      | WSG Rodewisch             | 108,0 m | 99,5 m   | 107,6  |
| 9.   | Julian Ketterer  | SZ Breitnau               | 96,5 m  | 102,5 m  | 105,9  |
| 10.  | Fabian Schmidt   | SG Nickelhütte Aue        | 95,0 m  | 95,5 m   | 90,9   |
| ...  |                  |                           |         |          |        |

### Kobiety
| Msc. | Zawodniczka       | Klub               | I seria | II seria | Punkty |
| ---- | ----------------- | ------------------ | ------- | -------- | ------ |
| 1.   | Juliane Seyfarth  | TSG Ruhla/WSC 07   | 129,5 m | 124,5 m  | 281,8  |
| 2.   | Katharina Althaus | SC Oberstdorf      | 123,0 m | 116,5 m  | 248,7  |
| 3.   | Agnes Reisch      | WSV Isny           | 128,5 m | 127,5 m  | 244,0  |
| 4.   | Luisa Görlich     | WSV 08 Lauscha     | 118,5 m | 112,5 m  | 192,9  |
| 5.   | Svenja Würth      | SV Baiersbronn     | 116,5 m | 114,5 m  | 190,7  |
| 6.   | Selina Freitag    | SG Nickelhütte Aue | 119,5 m | 110,5 m  | 187,0  |
| 7.   | Pauline Heßler    | WSV 08 Lauscha     | 112,0 m | 109,0 m  | 177,1  |
| 8.   | Gianina Ernst     | SC Oberstdorf      | 101,0 m | 110,5 m  | 158,7  |
| 9.   | Josephin Laue     | SFV Rothenburg     | 105,5 m | 97,0 m   | 136,7  |
| 10.  | Arantxa Lancho    | SG Nickelhütte Aue | 97,0 m  | 70,0 m   | 61,1   |

| Msc. | Zawodniczka       | Klub               | I seria | II seria | Punkty |
| ---- | ----------------- | ------------------ | ------- | -------- | ------ |
| 1.   | Josephin Laue     | SFV Rothenburg     | 089,0 m | 084,5 m  | 200,7  |
| 2.   | Arantxa Lancho    | SG Nickelhütte Aue | 081,0 m | 088,5 m  | 199,3  |
| 3.   | Michelle Göbel    | SC Willingen       | 080,0 m | 087,5 m  | 189,5  |
| 4.   | Selina Freitag    | SG Nickelhütte Aue | 081,5 m | 085,0 m  | 186,9  |
| 5.   | Pia Lilian Kübler | SV Zschopau        | 082,5 m | 084,0 m  | 182,8  |
| 6.   | Emily Schneider   | SC Rückershausen   | 077,0 m | 075,0 m  | 151,6  |
| 7.   | Ronja Drax        | SC Partenkirchen   | 069,5 m | 067,5 m  | 119,2  |
| 8.   | Sophia Maurus     | TSV Buchenberg     | 066,0 m | 067,0 m  | 111,9  |
| 9.   | Kathrin Hitzinger | WSV DJK Rastbüchl  | 052,0 m | 053,0 m  | 042,6  |